# Senecio oldhamianus
Senecio oldhamianus là một loài thực vật có hoa trong họ Cúc. Loài này được Maxim. miêu tả khoa học đầu tiên năm 1871.